# 吉列尔莫·巴伦西亚
吉列尔莫·巴伦西亚·卡斯蒂略（西班牙語：Guillermo Valencia Castillo，1873年10月29日—1943年7月8日）是哥伦比亚政治人物、外交官、诗人及翻译家。出生波帕扬在地世家，巴伦西亚历任哥伦比亚驻法国公使馆秘书、考卡省省长、参议院议员及国防部长等职务，曾两度代表保守党参选哥伦比亚总统但均以落选告终。在文学领域，巴伦西亚受现代主义及高蹈派的影响，又長於格律诗，为哥伦比亚现代主义文学的先驱；在翻译界，巴伦西亚精通多门外语，曾将唐诗从法语翻译成西班牙语，是有文字记录以来最早将中國古典詩詞译为西语的翻译家:43。

## 生平

### 早年生涯
吉列尔莫·巴伦西亚于1873年出生于哥伦比亚合众国西南部考卡州首府波帕扬，父亲是华金·巴伦西亚·基哈诺（Joaquín Valencia Quijano），曾就读于考卡大学法学专业，后来成为波帕扬在地的官吏；母亲阿德莱达·卡斯蒂略·凯塞多是古巴世家的后裔，两人于1856年12月结婚；巴伦西亚早年父母双亡:45，由哥哥抚养长大，后来进入天主教会创办的学校就读，期间，他掌握了拉丁语、希腊语等外语；1888年从学校毕业后，巴伦西亚前往父亲的母校考卡大学攻读法学，但巴伦西亚其实对此不感兴趣，因此最终没有获得学位:216。后来，他加入哥伦比亚保守党，并于1896年当选为议员，不久后又离开波帕扬，来到首都波哥大，开始自己的诗歌创作生涯:45。
在来到波哥大不久，巴伦西亚与许多同辈诗人一道，开始追随现代主义潮流，受到何塞·亚松森·西尔瓦等代表性文人的影响，他开始向马克斯·格里略（Max Grillo）等人主编的《灰色杂志》（Revista Gris）投稿:45；他发表的第一首诗歌《读西尔瓦》（Leyenda a Silva）即因其完美、可塑及音乐性而震动当时的西语文坛:45。1898年，巴伦西亚出版了他一生唯一的一本诗集《祭典》（Ritos），从而确立他在拉丁美洲诗坛的地位。1899年，巴伦西亚被哥伦比亚政府派往法国，任哥伦比亚驻法国兼德国、瑞士公使馆一等秘书；在法工作期间，他结识了诗人魯本·達里歐、王尔德、若瑟-马里亚·德·埃雷迪亚及哲学家尼采等人，这些人也对他后来的创作理念产生了一定影响:70，还参观了1900年世界博览会场地，而博览会国际化的繁荣景象也给他留下深刻的印象:12-13。

### 中年
1901年回国后，巴伦西亚先后在同为保守党政治家的何塞·曼努埃尔·马罗金领导的政府财政部门、以及昆迪纳马卡省的教育部门任职:14；但随即回到家乡考卡省，并担任该省的文职及军事长官:56。随即去职并于1903年第二度当选为国会议员:14；1905年，巴伦西亚回到考卡，再度担任省长；1906年，他代表哥伦比亚政府参加了在巴西首都里约热内卢举行的第三届泛美会议。1908年，巴伦西亚再度进入国会，当选为纳里尼奥省选区的参议员:5，同年，他与何塞菲娜·穆尼奧斯（Josefina Muñoz）结婚，婚后两人生育五名子女。1914年，何塞·比森特·孔查担任总统后，巴伦西亚被任命为国防部长:14。
1918年，巴伦西亚首次参加总统大选。期间，由于保守党没能确立唯一的总统候选人，巴伦西亚便与同为保守党成员的政治家马尔科·菲德尔·苏亚雷斯分别参加当年的选举:56，其中出生于安蒂奥基亚省的马尔科·菲德尔因主张维护天主教会的权益，得到了天主教波哥大總教區及数个天主教会影响力较大省份之选民的支持:256-257, 270，而巴伦西亚则得到自由党政治家爱德华多·桑托斯、菲德尔·卡诺、本哈明·埃雷拉及该国原住民的支持:270:350，但他最终以168,254票不敌马尔科·菲德尔的214,839票，宣告败选:305。

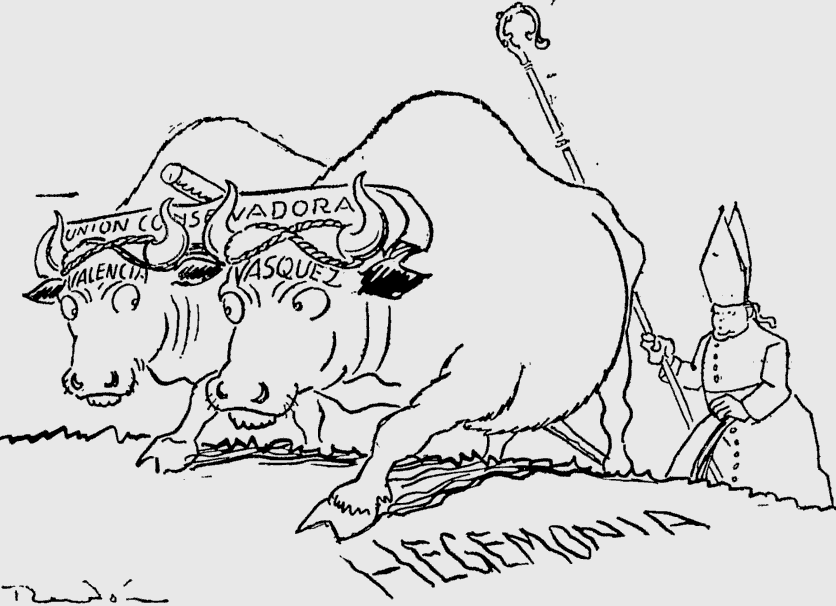
1930年总统大选期间，一幅讽刺巴伦西亚与巴斯克斯的漫画。

1923年，巴伦西亚再度代表哥伦比亚政府出席在智利圣地亚哥举行的第五届泛美会议:56。从政期间，他偶尔翻译一些外国诗歌。1928年，他将法国学者弗朗斯·图桑以散文形式翻译的唐诗集《玉笛》（La flute de jade）从法语翻译成西班牙语，并以《震旦》（Catay）之名在哥伦比亚出版:43-44。
1930年总统大选期间，由于时任保守党总统米格爾·阿瓦迪亞·門德斯在任期间主张维护美国聯合果品公司的利益，对工人运动残暴镇压，天主教会过度参与政治生活，国内失业及贫困问题的加剧，保守党已经不得民心；加之该党内部意见不合产生的分裂:271，导致巴伦西亚与同党的阿尔弗雷多·巴斯克斯·科博决定分别参选，而主张改善工人生活条件、约束天主教会影响力的自由党因此取得竞选优势:213-214；最终，巴伦西亚与巴斯克斯皆不敌自由党总统参选人恩里克·奧拉亞·埃雷拉，奥拉亚的当选，也宣告哥伦比亚保守党霸权时代的结束:349-350。

### 晚年及逝世

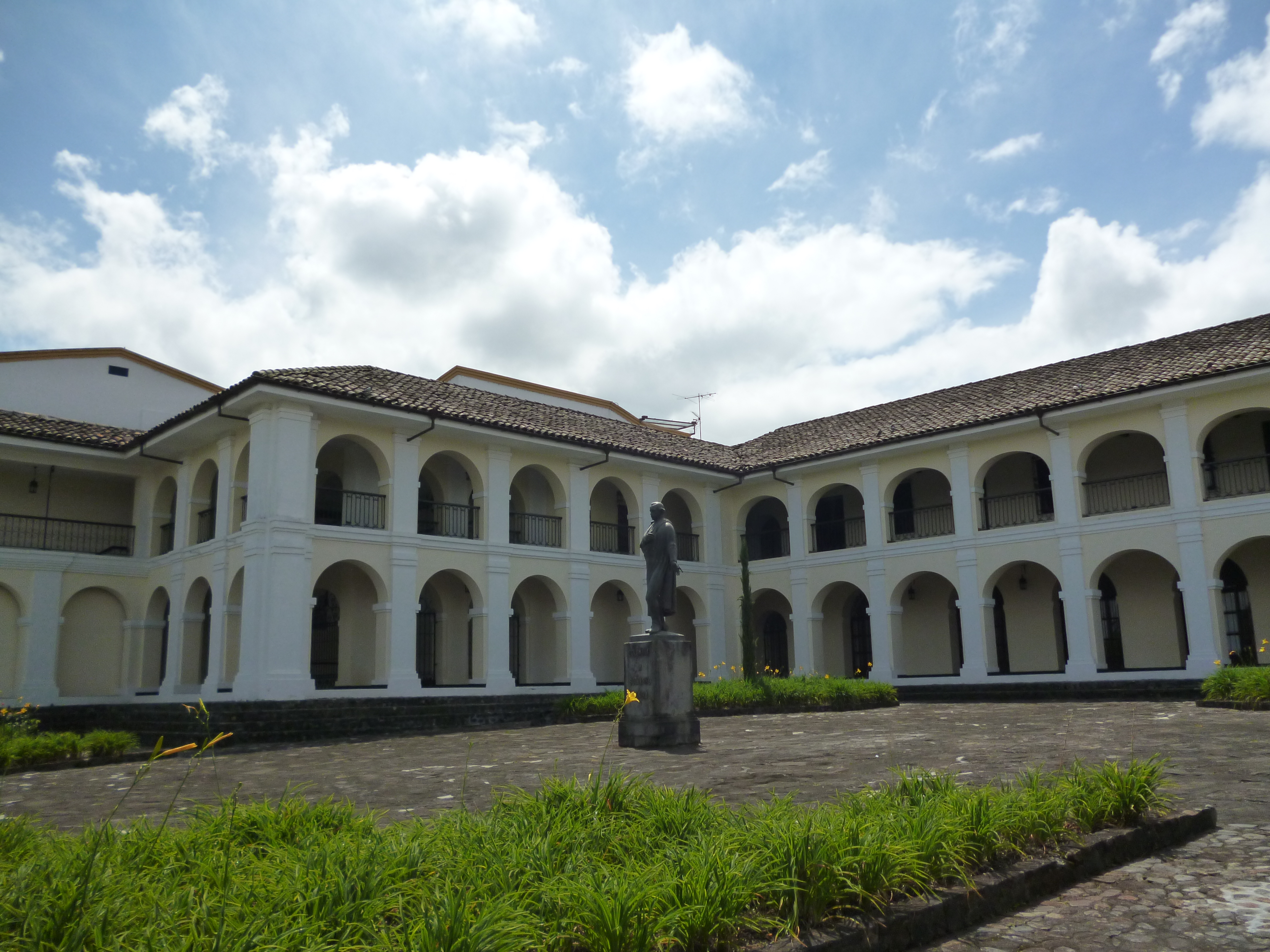
吉列尔莫·巴伦西亚位于波帕扬的住所，现为吉列尔莫·巴伦西亚国家博物馆

1932年9月至1933年5月，哥伦比亚同南部邻国秘鲁因亚马逊雨林领土争端爆发武装冲突，史称莱蒂西亚冲突；1933年5月，双方停火，两国决定將有爭議的領土交予国际联盟控制；经国联调解，1934年5月，两国在巴西里约热内卢签署和平協議，巴伦西亚则作为哥伦比亚政府外交代表团的成员出席了签约仪式:56，秘魯最终也將萊蒂西亞交還予哥倫比亞。
巴伦西亚晚年居住在自己位于波帕扬的别墅内，并时常前往郊野打猎，期间，他曾于1941年担任哥伦比亚国防委员会委员:56；1943年7月8日，巴伦西亚在住所因病逝世，终年69岁。哥伦比亚政府为此颁布为期三天的全国哀悼日，哥国卡塔赫纳、圣玛尔塔、伊瓦格、库库塔等地皆有民众自发悼念巴伦西亚。哥伦比亚政府亦于巴伦西亚逝世当年通过第80号法案，决定将他生前居住过的别墅确立为歷史建築，并改称为吉列尔莫·巴伦西亚国家博物馆（Casa Museo Maestro Guillermo Valencia），以供民众参观。波帕扬市的一所剧院也被命名为吉列尔莫·巴伦西亚城市剧院，以向他致敬。
巴伦西亚的长子吉列尔莫·莱昂·巴伦西亚后来也成为保守党政治家，并在1962年成功当选为哥伦比亚总统，实现其父未遂的心愿。

## 文学

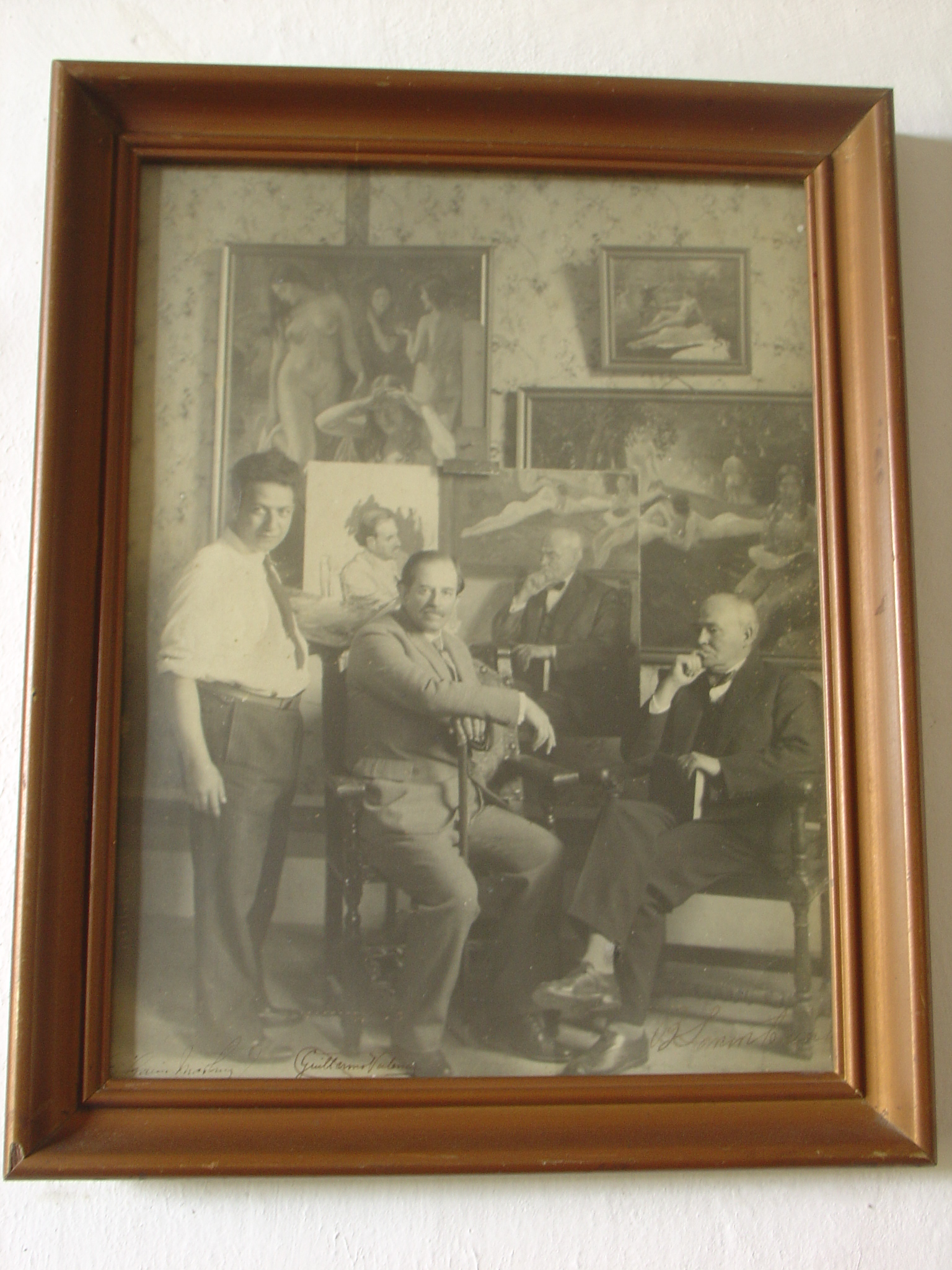
吉列尔莫·巴伦西亚（中）与埃弗拉因·马丁内斯（左）、巴尔多梅罗·萨宁（右）

### 诗歌
19世纪中后期的哥伦比亚文坛深受古典主义及浪漫主义之影响:104，但现代主义也开始流行起来，吉列尔莫·巴伦西亚本人最终选择追随现代主义潮流，并在何塞·亚松森·西尔瓦等人的影响下开始创作长诗歌，故其诗作也具有一定的现代主义色彩，并以其形式精美、形象丰富、情调忧伤而见长:45:177。在法国任职期间，巴伦西亚还受到高蹈派诗人若瑟-马里亚·德·埃雷迪亚、哲学家尼采等人的影响，诗作开始脱离现实，意境偏向于逃避主义与高蹈主义。他一生唯一的诗集《祭典》（Ritos）更确立他在拉丁美洲诗坛的地位，令其本人成为哥伦比亚后期现代主义文学的代表性诗人:45，秘鲁文学评论家路易斯·阿尔韦托·桑切斯还将《祭典》中的诗作《骆驼》（Los Camellos）与中国唐代诗人李白的《双燕离》相提并论，认为二者虽然意象不同，但灵感相互辉映，在意象及意境上传递相近的讯息，体现离群索居者的孤寂怅惘之情:177；而他的另一篇诗作《白鹳鸟》（Cigüeñas blancas）则体现巴伦西亚的象征主义美学观念:65，其意象白鹳为西语国家常见的鸟类，但全诗也不乏东方文化的和谐、简洁及静谧的特点:178。

### 译作
巴伦西亚通晓西班牙语、法语、拉丁语、希伯来语及希腊语等多种语言:45，他的诗集《祭典》中也不乏翻译自法国、意大利及葡萄牙诗人的作品。1929年，巴伦西亚参照法国学者弗朗斯·图桑以散文形式翻译的中国古代诗歌集《玉笛》（La flute de jade），翻译出版了诗集《震旦》（Catay），《震旦》也使得巴伦西亚成为有文字記錄以來最早將中國古典詩詞譯為西班牙語的翻譯家:43-44；《震旦》的译作包含中國古典詩詞98首，阿拉伯诗歌5首；中国古典诗词中，唐诗占大多数，不乏李白、杜甫、韦应物、白居易、王昌龄、张九龄等人的作品:100-101。
虽然巴伦西亚并不通晓汉语，但他翻译中國古典詩詞时认为弗朗斯·图桑的译著忽略原文意境，而只是简单地解释诗歌释意。因此，他参照西班牙语的韵律节奏重新翻译诗歌，融入一些现代主义美学元素，使得译文格式更为工整，还具有音律之美。后世的文学评论家大体上也对巴伦西亚的《震旦》评价良好；学者王央乐赞赏他深刻地转达了诗词原文的意境，同时体现其本人的诗歌风格:44；翻译家陈国坚肯定其译文美学价值较高，具有诗性、韵律优美，保留诗歌形式，遣词用句相对精确的特点:101。不过也有部分学者对其译著持批判态度，如陈国坚认为《震旦》诗歌的排序杂乱无章，不便于读者索引:101；而学者李翠蓉则指出其译作在翻译忠实度上有所欠缺，尚存在漏译、多译及误译的问题。

## 家庭
吉列尔莫·巴伦西亚的家族为哥伦比亚历史悠久的世家，其父系祖先为祖籍西班牙的巴伦西亚家族，在18世纪离开伊比利亚半岛来到当时称作新格拉纳达的哥伦比亚定居，此后逐渐成为波帕扬重要的在地政治家族，其中开创波帕扬皇家造币厂的贵族佩德罗·阿古斯丁·德·巴伦西亚是他的六世祖，而母系祖先则是古巴的名流世家:45。
1908年，吉列尔莫·巴伦西亚与何塞菲娜·穆尼奧斯（Josefina Muñoz）结婚，婚后两人生有五个子女，分别是吉列尔莫·莱昂、何塞菲娜、吉奥马尔（Guiomar）、阿尔瓦洛·皮奥及卢兹（Luz），其中长子吉列尔莫·莱昂是哥伦比亚保守党籍政治家，并曾于1962年至1966年担任哥伦比亚总统。次子阿尔瓦洛·皮奥则是信奉共产主义的学者，曾担任哥伦比亚圣地亚哥卡利大学的校长。长女何塞菲娜是政治人物，曾担任哥伦比亚教育部长。另外，曾参与「石頭與天空」詩歌運動的作家赫拉尔多·巴伦西亚（Gerardo Valencia）则是他的侄子。

## 评价

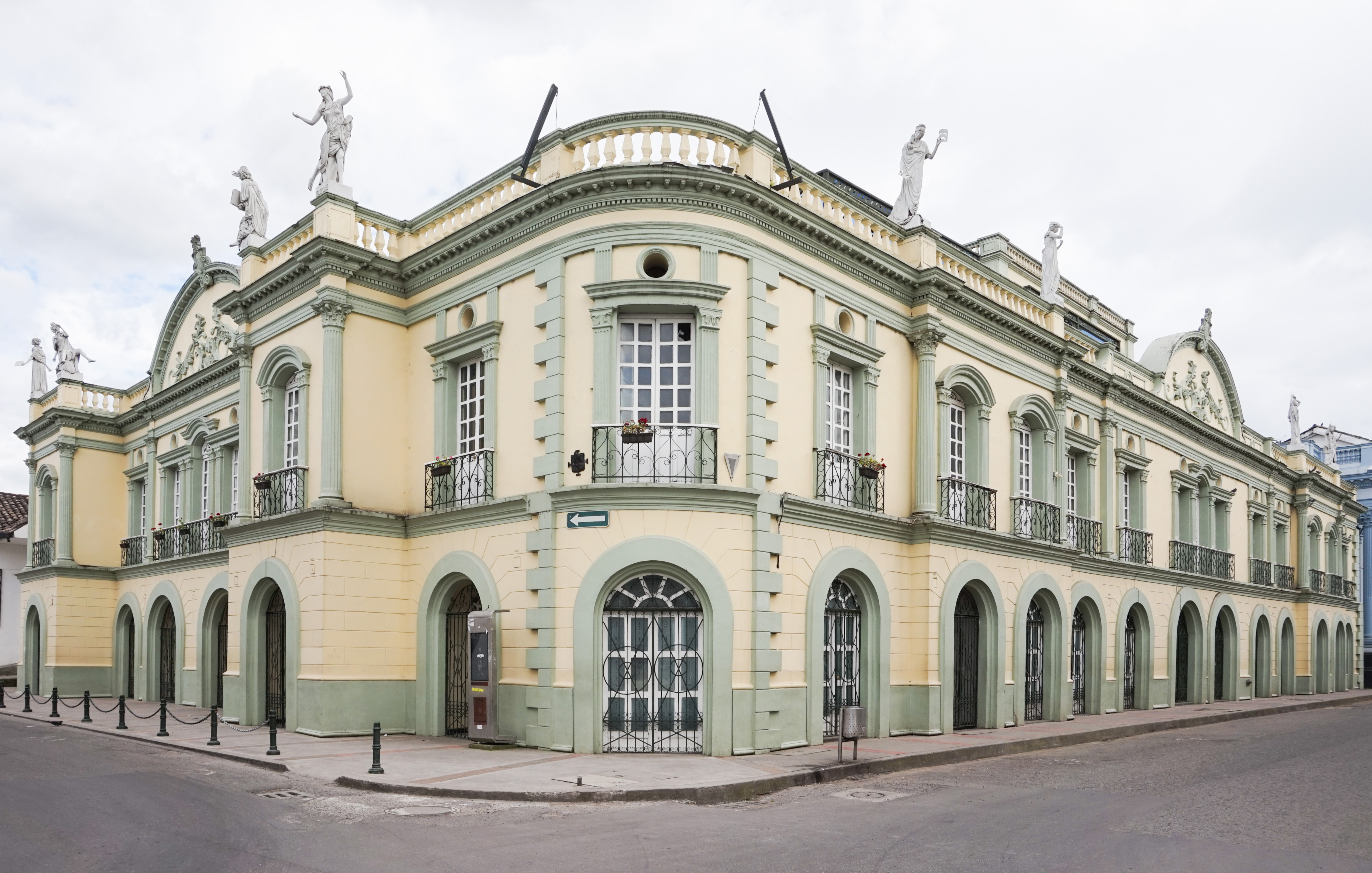
波帕扬市内的吉列尔莫·巴伦西亚城市剧院

中华人民共和国的官方以及部分学者对吉列尔莫·巴伦西亚评价较高，认为他的译作令中国古典诗歌在西语文学界产生了积极影响，为中国与拉丁美洲人民的文化交流作出了贡献:43-45。拉丁美洲也不乏对巴伦西亚的文学或翻译作品给予正面评价的文学评论家，多明尼加的马克斯·恩里克斯·乌雷尼亚称巴伦西亚是一个“无可超越”的翻译家，并以“惊人的忠实”保持原作品的思想及形式。哥伦比亚的巴尔多梅罗·萨宁在为其诗歌全集撰写的序言中，称巴伦西亚的译著是“再创作的奇迹，精确程度与其本人的创作相似，且提高了原作的优点”:45。
在其家乡哥伦比亚，巴伦西亚享有“大师”（El maestro）的美称，其出生地波帕扬还有以其命名的博物馆及歌剧院，在1973年巴伦西亚诞生100年时，该國的卡羅·伊·庫埃爾沃（Instituto Caro y Cuervo）研究所亦认为巴伦西亚“與哥倫比亞文化和民族精神的完美結合密不可分”。
但也有对巴伦西亚的文学作品持批判态度的评论家，如阿曼多·罗梅罗（Armando Romero）认为，巴伦西亚只重视诗歌的形式，对组成诗歌的其他元素并不关心，并认为其所奉行的尼采虚无主义及狭隘的无政府主义“只是其本人审美立场的面具，抑或是他罗马天主教信仰及保守理念花哨的外衣”:104。诗人愛德華多·卡蘭薩也对其多加批判，並认为他的作品脫離現實、远离了周围事物，而反对巴伦西亚矯揉造作的诗风也成为了卡兰萨等人倡导「石頭與天空」詩歌運動的重要原因之一。

## 引用

### 註解
1. ↑  sic[2]:45应为《读给西尔瓦》[9]
2. ↑  尚有《神州集》[22]、《契丹诗集》[23]等多种译法
3. ↑  在此之前，墨西哥诗人何塞·胡安·塔布拉达也曾将唐诗译成西班牙语，但其本人再创作的成分较高[38]:100

## 延伸阅读
- 陳黎、張芬齡 譯. . . 臺北市: 書林出版有限公司. 1989年  [2023-08-27]. OCLC 813754073. （原始内容存档于2019-09-12） （中文（臺灣））.
- Schade, George. . Revista Iberoamericana (Pittsburgh, Pennsylvania, United States: University of Pittsburgh). 1959年, 24 (47): 91–104. ISSN 2154-4794. doi:10.5195/reviberoamer.1959.1871 （西班牙语）.
- Guillermo Valencia; Shang-ling Tsʻao, Franz Toussaint.  [《震旦》]. Bogotá, Colombia: Libreria colombiana, Camacho Rolden & compañia. 1929年. OCLC 9719832 （西班牙语）.
- Franz Toussaint; Shang-ling Tsʻao.  [《玉笛》]. Paris, France: H. Piazza. 1922年. OCLC 392049 （法语）.